# Isambard Kingdom Brunel
Isambard Kingdom Brunel (Portsmouth, 9 d'abril de 1806 - 15 de setembre de 1859) fou un enginyer britànic. És conegut sobretot per ser el creador de la línia de ferrocarril Great Western, una sèrie de famosos vaixells de vapor, així com nombrosos ponts de gran importància al Regne Unit o el túnel del Tàmesi. Fou votat com el segon personatge britànic més important de tots els temps en el programa 100 Greatest Britons.